# Fresnoy-lès-Roye
Fresnoy-lès-Roye (picardisch: Frénoé-lès-Roée) ist eine nordfranzösische Gemeinde mit 285 Einwohnern (Stand 1. Januar 2022) im Département Somme in der Region Hauts-de-France. Die Gemeinde liegt im Arrondissement Montdidier, ist Teil der Communauté de communes du Grand Roye und gehört zum Kanton Roye.

## Geographie
Die in der Landschaft Santerre rund 5,5 km nördlich von Roye gelegene Gemeinde an der Kreuzung der Départementsstraßen D139 und D132 wird in nord-südlicher Richtung von der Autoroute A1 und der parallel zu dieser geführten Hochgeschwindigkeitsbahnstrecke des LGV Nord durchschnitten. Auch die stillgelegte Bahnstrecke von Chaulnes nach Roye berührt das Gemeindegebiet im Osten.

## Geschichte
Im Oktober 1914 war Fresnoy Schauplatz von Kampfhandlungen. Die Gemeinde erhielt als Auszeichnung das Croix de guerre 1914–1918.

## Einwohner
| 1962 | 1968 | 1975 | 1982 | 1990 | 1999 | 2006 | 2010 |
| ---- | ---- | ---- | ---- | ---- | ---- | ---- | ---- |
| 311  | 275  | 259  | 278  | 269  | 266  | 305  | 307  |

## Verwaltung
Bürgermeister (maire) ist seit 2011 Jacques Debavelaere.	

## Sehenswürdigkeiten
- Das im Ersten Weltkrieg teilweise zerstörte Steinkreuz auf dem Friedhof, 1897 als Monument historique klassifiziert (Base Mérimée PA00116162).